# Tony Richardson (regista)
Tony Richardson, all'anagrafe Cecil Antonio Richardson (Shipley, 5 giugno 1928 – Los Angeles, 14 novembre 1991), è stato un regista e produttore cinematografico inglese.

## Biografia
Attivo sia al cinema che in teatro, vinse il premio Oscar al miglior regista nel 1964 per la sua regia del film Tom Jones. Quando nel 1958, dopo otto anni da quando gli era stato ritirato, il Governo degli Stati Uniti restituì il passaporto al grande attore e cantante nero Paul Robeson e questi tornò in Inghilterra per una serie di concerti, Richardson lo ingaggiò per affidargli, a 61 anni, il ruolo di Otello, a Stratford-upon-Avon, accanto a Mary Ure nel ruolo di Desdemona (per Robeson si trattò del terzo Otello, dal 1930). 

### Vita privata
Richardson fu sposato tra il 1963 e il 1967 con l'attrice Vanessa Redgrave (lasciata per l'attrice Jeanne Moreau) e fu il padre delle attrici Natasha (1963-2009, morta a 46 anni per un'emorragia cerebrale in seguito ad una caduta da sci) e Joely Richardson (1965). Ebbe anche un'altra figlia, Katherine (1973), nata dalla relazione con Grizelda Jane Grimond. 
Richardson fu bisessuale (mantenendo a lungo il segreto) e morì all'età di 63 anni nel 1991 per complicanze dovute all'AIDS.

## Filmografia
- I giovani arrabbiati (Look Back in Anger) (1958)
- Gli sfasati (The Entertainer) (1960)
- Il grande peccato (Sanctuary) (1961)
- Sapore di miele (A Taste of Honey) (1961)
- Gioventù, amore e rabbia (The Loneliness of the Long Distance Runner) (1962)
- Tom Jones (1963)
- Il caro estinto (The Loved One) (1965)
- E il diavolo ha riso (Mademoiselle) (1966)
- Il marinaio del Gibilterra (The Sailor from Gibraltar) (1967)
- I seicento di Balaklava (The Charge of the Light Brigade) (1968)
- In fondo al buio (Laughter in the Dark) (1969)
- Hamlet (1969)
- I fratelli Kelly (Ned Kelly) (1970)
- Un equilibrio delicato (A Delicate Balance) (1973)
- Il fantino deve morire (Dead Cert) (1974)
- Joseph Andrews (1977)
- Frontiera (The Border) (1982)
- Hotel New Hampshire (The Hotel New Hampshire) (1984)
- Blue Sky (1994)